# アルバート氏の人生
『アルバート氏の人生』（アルバートしのじんせい、Albert Nobbs）は、2011年のアイルランドのドラマ映画。ロドリゴ・ガルシア監督作品。女優のグレン・クローズが製作・主演・共同脚色・主題歌の作詞の4役を務めた。
2011年の第24回東京国際映画祭コンペティション部門で上映され、最優秀女優賞を受賞した。第16回サテライト賞では主題歌賞を受賞した。また、第84回アカデミー賞では、主演女優・助演女優・メイクアップの3部門でノミネートされた。

## ストーリー
19世紀、アイルランドのダブリン。アルバート・ノッブス（グレン・クローズ）は、ホテルのレストランで住み込みのウェイターとして生真面目に働き、ホロラン医師（ブレンダン・グリーソン）をはじめとする常連客や他の従業員からの信頼も厚かった。
アルバートは若くして両親を亡くし、一人で生きていかねばならなかった（男たちに集団レイプされた経験もあった）ため、若い頃から男性として働いてきた。女性であることを隠してきたので、アルバートは他の人との関わりを極力持たないようにして長年過ごしていた。そんなある日、泊まり込みで仕事に来たペンキ職人ヒューバート・ペイジ（ジャネット・マクティア）と知り合う。互いに男性として生きている女性であることを知った2人は親しくなる。そして、ペイジが女性と「結婚」し、夫婦として暮らしていることを知ったアルバートは、かねてより開業を計画していたタバコ屋を、同僚のメイドであるヘレン・ドーズ（ミア・ワシコウスカ）と「結婚」して2人で営むことを夢見るようになる。
ダブリンの他のホテルを解雇されたポーターのジョー・マッキンス（アーロン・ジョンソン）は、ボイラー職人として、アルバートの働くホテルの女主人ベイカー夫人（ポーリン・コリンズ）に雇われる。ジョーはしばらくすると、ヘレンと恋仲になってしまう。しかも、アルバートがヘレンに交際を申し込んでいることを知ったジョーは、アルバートから金を巻き上げてアメリカに行こうとヘレンをそそのかす。アルバートはヘレンがジョーと交際していることを知った上で、デートに誘う。ヘレンはジョーの言う通りにアルバートにたかっていたが、次第に罪悪感を抱くようになる。そんな中、ヘレンはジョーの子を妊娠し、その事実を告げられたジョーは激しく困惑する。
そんな折、ダブリンをチフスの大流行が襲い、アルバートが働くホテルも閉鎖される。アルバートも病に倒れるが、何とか仕事に復帰する。多くの人が亡くなったことを知ったアルバートがペイジの家を訪ねると、ペイジの「妻」は亡くなっていた。孤独を避けるためにペイジに一緒に暮らそうと提案したアルバートに、ペイジは「妻は自分の全てだった」と告げ、妻が手作りした女性の服を着て、2人で海辺にやって来る。久しぶりに女性の姿となったアルバートは、「本当の自分」を満喫する。
ペイジからあるがままの自分であるべきとアドバイスされたアルバートはヘレンに求婚するが、拒否される。落胆するアルバートだったが、子供のことでもめているヘレンとジョーの仲裁に入ったところ、ジョーに突き飛ばされて頭を強く打ってしまう。意識が朦朧としながらもアルバートは何とか部屋に辿り着き、ベッドに横たわる。同僚らの仲裁にもかかわらず暴れ続けるジョーに対し、ヘレンは遂に別れを告げる。
翌朝、仕事に出て来ないアルバートを心配したヘレンがアルバートの部屋にやって来ると、アルバートは既に亡くなっていた。アルバートを診たホロラン医師は、そこではじめてアルバートが女性だったことに気付く。アルバートが女性だったと言う事実は、新聞に載るほどの騒ぎとなる。
アルバートが密かに貯めていた大金をこっそり盗み出したベイカー夫人はホテルの大改装を始め、「お気に入り」のペイジを呼び出して塗装を頼む。ペイジはベイカー夫人との会話から、夫人がアルバートの金をかすめ取ったことに気付く。アルバートの部屋に泊まることになったペイジは、そこでアルバートが大事にしていた実母の写真を見つける。一方、ヘレンはジョーの子を産んだものの、ジョーはヘレンと子供を捨ててアメリカに行ってしまい、ヘレンはただ働きの条件でベイカー夫人に雇われていた。他に行き場のないヘレンに、ペイジは共に暮らすことをそれとなく提案する。

## キャスト
- アルバート・ノッブス: グレン・クローズ
- ヘレン・ドーズ: ミア・ワシコウスカ
- ジョー・マッキンス: アーロン・ジョンソン
- ヒューバート・ペイジ: ジャネット・マクティア
- ホロラン医師: ブレンダン・グリーソン
- ベイカー夫人: ポーリーン・コリンズ
- ポリー: ブレンダ・フリッカー
- ヤレル子爵: ジョナサン・リース＝マイヤーズ
- メアリー: マリア・ドイル・ケネディ
- キャスリーン・ペイジ: ブロナー・ギャラガー
- エミー: アントニア・キャンベル＝ヒューズ（英語版）
- スミス＝ウィラード夫人: エメラルド・フェンネル
- アイリーン: アニー・スターク
- ムッシュー・ピゴ: ケネス・コラード
- ショーン: マーク・ウィリアムズ

## 作品の評価

### 映画批評家によるレビュー
Rotten Tomatoesによれば、158件の評論のうち、高く評価しているのは56%にあたる88件であり、平均して10点満点中6.01点を得ている。
Metacriticによれば、42件の評論のうち、高評価は22件、賛否混在は17件、低評価は3件で、平均して100点満点中57点を得ている。

### 受賞歴
| 年     | 賞・映画祭                             | 部門                    | 対象者                                                                                      | 結果       |
| ------ | -------------------------------------- | ----------------------- | ------------------------------------------------------------------------------------------- | ---------- |
| 2011年 | 第24回東京国際映画祭                   | 最優秀女優賞            | グレン・クローズ                                                                            | 受賞       |
| 2011年 | 第37回ロサンゼルス映画批評家協会賞     | 助演女優賞              | ジャネット・マクティア                                                                      | 次点       |
| 2011年 | 第16回サテライト賞                     | 映画主演女優賞          | グレン・クローズ                                                                            | ノミネート |
| 2011年 | 第16回サテライト賞                     | 映画助演女優賞          | ジャネット・マクティア                                                                      | ノミネート |
| 2011年 | 第16回サテライト賞                     | 脚色賞                  | グレン・クローズ ジョン・バンヴィル                                                         | ノミネート |
| 2011年 | 第16回サテライト賞                     | 主題歌賞                | "Lay Your Head Down" 作曲：ブライアン・バーン 作詞：グレン・クローズ 歌：シネイド・オコナー | 受賞       |
| 2012年 | 第84回アカデミー賞                     | 主演女優賞              | グレン・クローズ                                                                            | ノミネート |
| 2012年 | 第84回アカデミー賞                     | 助演女優賞              | ジャネット・マクティア                                                                      | ノミネート |
| 2012年 | 第84回アカデミー賞                     | メイクアップ賞          | Martial Corneville リン・ジョンソン マシュー・W・マングル                                   | ノミネート |
| 2012年 | 第69回ゴールデングローブ賞             | 主演女優賞 (ドラマ部門) | グレン・クローズ                                                                            | ノミネート |
| 2012年 | 第69回ゴールデングローブ賞             | 助演女優賞              | ジャネット・マクティア                                                                      | ノミネート |
| 2012年 | 第69回ゴールデングローブ賞             | 主題歌賞                | "Lay Your Head Down" 作曲：ブライアン・バーン 作詞：グレン・クローズ 歌：シネイド・オコナー | ノミネート |
| 2012年 | 第27回インディペンデント・スピリット賞 | 助演女優賞              | ジャネット・マクティア                                                                      | ノミネート |
| 2012年 | 第18回全米映画俳優組合賞               | 主演女優賞              | グレン・クローズ                                                                            | ノミネート |
| 2012年 | 第18回全米映画俳優組合賞               | 助演女優賞              | ジャネット・マクティア                                                                      | ノミネート |
| 2012年 | 第17回放送映画批評家協会賞             | メイクアップ賞          | Lorraine Glynn Lynn Johnson                                                                 | ノミネート |
| 2012年 | 第15回オンライン映画批評家協会賞       | 助演女優賞              | ジャネット・マクティア                                                                      | ノミネート |
| 2012年 | オーストラリア映画協会賞               | 主演女優賞 (国外部門)   | グレン・クローズ                                                                            | ノミネート |